# Acht-kwadratenidentiteit van Degen
In de wiskunde zegt de acht-kwadratenidentiteit van Degen dat het product van twee getallen, die elk op zich een som van acht kwadraten zijn, zelf ook weer een som van acht kwadraten is. Meer specifiek:
{\displaystyle (a_{1}^{2}+a_{2}^{2}+a_{3}^{2}+a_{4}^{2}+a_{5}^{2}+a_{6}^{2}+a_{7}^{2}+a_{8}^{2})(b_{1}^{2}+b_{2}^{2}+b_{3}^{2}+b_{4}^{2}+b_{5}^{2}+b_{6}^{2}+b_{7}^{2}+b_{8}^{2})=\,}
{\displaystyle (a_{1}b_{1}-a_{2}b_{2}-a_{3}b_{3}-a_{4}b_{4}-a_{5}b_{5}-a_{6}b_{6}-a_{7}b_{7}-a_{8}b_{8})^{2}+\,}
{\displaystyle (a_{1}b_{2}+a_{2}b_{1}+a_{3}b_{4}-a_{4}b_{3}+a_{5}b_{6}-a_{6}b_{5}-a_{7}b_{8}+a_{8}b_{7})^{2}+\,}
{\displaystyle (a_{1}b_{3}-a_{2}b_{4}+a_{3}b_{1}+a_{4}b_{2}+a_{5}b_{7}+a_{6}b_{8}-a_{7}b_{5}-a_{8}b_{6})^{2}+\,}
{\displaystyle (a_{1}b_{4}+a_{2}b_{3}-a_{3}b_{2}+a_{4}b_{1}+a_{5}b_{8}-a_{6}b_{7}+a_{7}b_{6}-a_{8}b_{5})^{2}+\,}
{\displaystyle (a_{1}b_{5}-a_{2}b_{6}-a_{3}b_{7}-a_{4}b_{8}+a_{5}b_{1}+a_{6}b_{2}+a_{7}b_{3}+a_{8}b_{4})^{2}+\,}
{\displaystyle (a_{1}b_{6}+a_{2}b_{5}-a_{3}b_{8}+a_{4}b_{7}-a_{5}b_{2}+a_{6}b_{1}-a_{7}b_{4}+a_{8}b_{3})^{2}+\,}
{\displaystyle (a_{1}b_{7}+a_{2}b_{8}+a_{3}b_{5}-a_{4}b_{6}-a_{5}b_{3}+a_{6}b_{4}+a_{7}b_{1}-a_{8}b_{2})^{2}+\,}
{\displaystyle (a_{1}b_{8}-a_{2}b_{7}+a_{3}b_{6}+a_{4}b_{5}-a_{5}b_{4}-a_{6}b_{3}+a_{7}b_{2}+a_{8}b_{1})^{2}\,}
Deze identiteit werd rond 1818 als eerste ontdekt door de Deense wiskundige Carl Ferdinand Degen. De identiteit werd onafhankelijk herontdekt door John Thomas Graves (1843) en Arthur Cayley (1845 ). De laatste twee leidden deze identiteit af, terwijl zij werkten aan de uitbreiding van de quaternionen, de octonionen. In algebraïsche termen betekent de identiteit dat de norm van het product van twee octonionen gelijk is aan het product van hun normen 
{\displaystyle \|ab\|=\|a\|\|b\|}.
Vergelijkbare uitspraken zijn waar voor quaternionen (vier-kwadratenidentiteit van Euler), complexe getallen (de Brahmagupta-Fibonacci-twee kwadratenidentiteit) en de reële getallen. In 1898 bewees Adolf Hurwitz dat er geen vergelijkbare bilineaire identiteit voor 16 kwadraten (sedenionen) of een ander aantal kwadraten  bestaat, behalve voor 1, 2, 4 en 8 kwadraten. In de jaren 1960 toonden H. Zassenhaus, W. Eichhorn en A. Pfister (zelfstandig) echter aan dat er een niet-bilineaire identiteit voor 16 kwadraten kan bestaan.